# Bulbophyllum glebulosum
Bulbophyllum glebulosum là một loài thực vật có hoa trong họ Lan. Loài này được J.J.Verm. & Cootes mô tả khoa học đầu tiên năm 2008.